# Topoľnica
Topoľnica est un village de Slovaquie situé dans la région de Trnava.

## Histoire
Première mention écrite du village en 1307.
La localité fut annexée par la Hongrie après le premier arbitrage de Vienne le 2 novembre 1938. En 1938, on comptait 672 habitants dont 5 juifs. Elle faisait partie du district de Galanta, en hongrois Galántai járás. Le nom de la localité avant la Seconde Guerre mondiale était Jazerný Ňáražd/Tós-Nyárasd. Durant la période 1938-1945, le nom hongrois Tósnyárasd était d'usage. À la libération, la commune a été réintégrée dans la Tchécoslovaquie reconstituée.

## Démographie

### Évolution de la population
| Année:               | 1994. | 2004.   | 2014.   | 2024.    |
| -------------------- | ----- | ------- | ------- | -------- |
| Nombre de personnes: | 792   | 832     | 816     | 992      |
| Différence:          |       | +5,05 % | -1,92 % | +21,56 % |

| Année:               | 2023. | 2024.   |
| -------------------- | ----- | ------- |
| Nombre de personnes: | 915   | 992     |
| Différence:          |       | +8,41 % |